# Família Reginita
A família Reginita é uma pequena família de asteroides localizados no cinturão principal. A família foi nomeada devido ao primeiro asteroide que foi classificado neste grupo, o 1117 Reginita.

## Os maiores membros desta família
| Nome          | Diâmetro | Semieixo maior | Inclinação orbital | Excentricidade orbital | Ano da descoberta |
| ------------- | -------- | -------------- | ------------------ | ---------------------- | ----------------- |
| 1117 Reginita | ?        | 2,247 UA       | 4,339 °            | 0,198                  | 1927              |
| 3989 Odin     | ?        | 2,257 UA       | 3,470 °            | 0,186                  | 1986              |